# Triple brûleur
sānjiāo 三焦

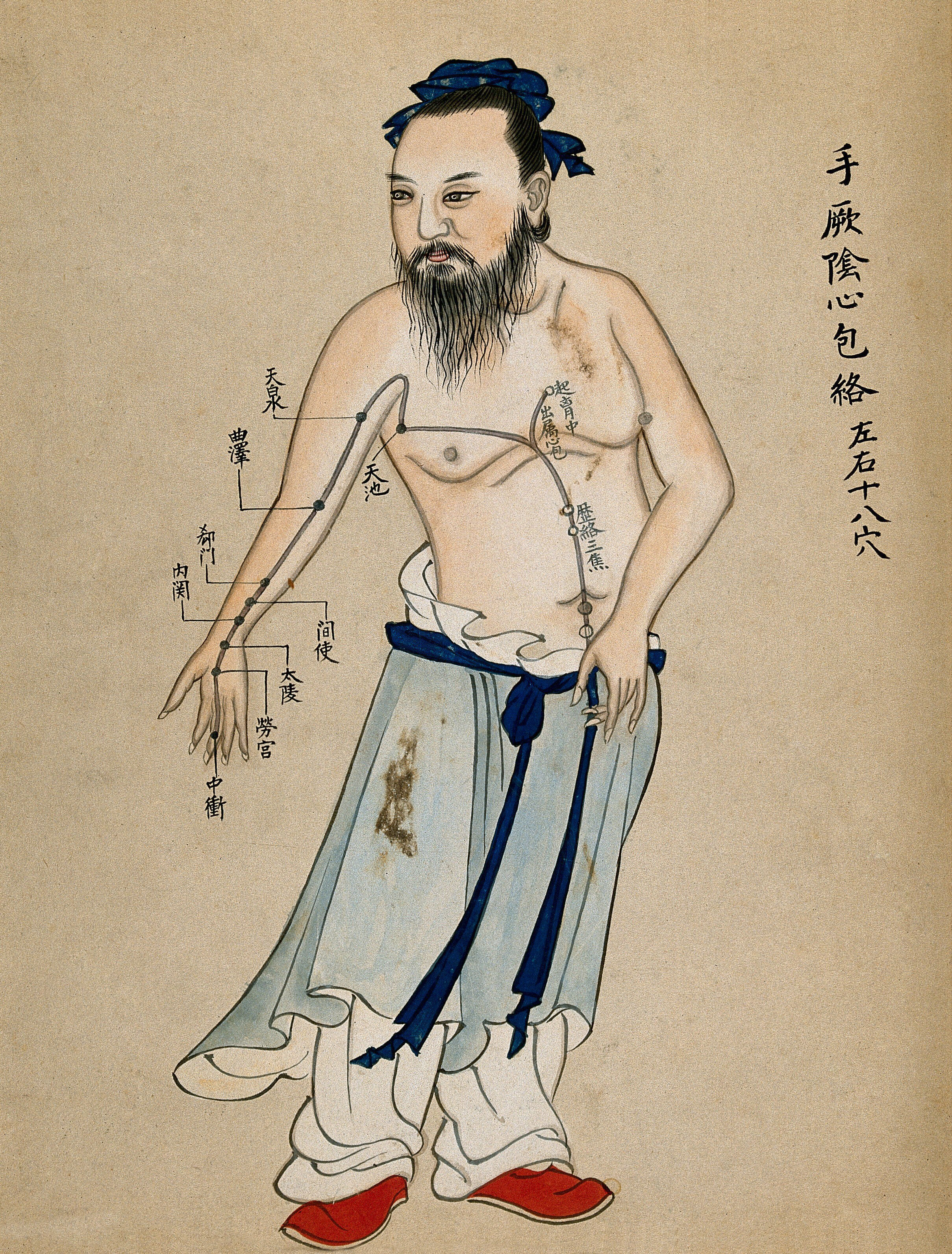
Une branche du méridien du péricarde jue yin de la main part du péricarde, descend à travers le diaphragme et traverse ainsi les 3 foyers du sanjiao. L’autre branche part du péricarde passe par l’aisselle et descend sur la face interne du bras et aboutit sur le bout du doigt medius.

Le triple brûleur, ou triple réchauffeur, sānjiāo 三焦 en chinois, est un des viscères creux, en chinois fǔ 府 (anc. 腑), défini par le Huangdi nei jing. Ces viscères creux sont au nombre de six: la vésicule biliaire, l’estomac, le gros intestin, l’intestin grêle, la vessie et le triple brûleur.
Le triple brûleur est un organe extérieur en correspondance avec un organe intérieur, le péricarde (xīnbāo 心包), auquel il est connecté par le conduit du péricarde jue yin de la main (shǒu jué yīn xīnbāo jīng 手厥阴心包经). Une branche de ce méridien part du péricarde et descend à travers le diaphragme et traverse ainsi les 3 foyers du sanjiao.
Les premières descriptions du triple brûleur se trouvent dans le Huangdi nei jing, Suwen et Lingshu, puis dans le Nan jing. Malgré plus de deux mille ans d’études, les praticiens de médecine traditionnelle chinoise ne sont toujours pas d’accord sur l’identité véritable du sanjiao. Soit ils supposent que l’organe n’a pas d’existence physique, soit ils l’identifient à un groupe de six organes. Une lecture attentive des textes fondateurs par Jiang Yongping permet de supposer que le triple brûleur couvre l’œsophage, l’estomac, l’intestin grêle et la vessie dans leur fonction de transport de l’eau.

## Description commune
1. Le triple brûleur renvoie à des aires corporelles spécifiques. Les organes du corps humain sont répartis en trois segments, nommés brûleur supérieur (shàngjiāo 上焦),  brûleur moyen (zhōngjiāo  中焦) et brûleur inférieur (xiàjiāo 下焦).
| Brûleur 焦   | Position et composition         |
| ------------ | ------------------------------- |
| supérieur 上 | tête, poitrine cœur, poumons    |
| moyen 中     | abdomen supérieur estomac, rate |
| inférieur 下 | abdomen inférieur foie, reins   |

Le sanjiao est une équipartition de 6 organes en trois niveaux de 2 organes. Ces 6 organes sont les 5 viscères pleins (dépôts zàng 脏) cœur, poumons, rate, foie, reins  et 1 viscère creux (palais fǔ 腑), l’estomac.
Le niveau supérieur est situé au-dessus du diaphragme. Le point de repère pour séparer le niveau moyen du niveau inférieur est le nombril.
Remarques:
- Il est surprenant que le triple brûleur soit un organe qualifié de creux fǔ alors qu'il est constitué presque entièrement d'organes pleins zàng.
- De plus sur le plan anatomique, le foie est au même niveau que l’estomac et nettement au-dessus des reins (alors que l'estomac est dans la section au-dessus de la section du foie)
- La liste des 5 organes « creux » fǔ donnée par les wuxing (des correspondances systématiques) est: la vésicule biliaire, l’intestin grêle, l’estomac, le gros intestin et la vessie.

2. Le triple brûleur représente une voie de transport d’eau. Les transformations du qi à travers le triple brûleur sont une expression globale des rôles joués par les poumons, la rate, les reins, l’estomac, l’intestin grêle, le gros intestin et la vessie dans la régulation du métabolisme des transports d’eau (et des fluides) du corps.

## Sources historiques
La description originelle du sanjiao se trouve dans le chapitre 11 du Huangdi Nei Jing Suwen qui indique
« Maintenant, l’estomac, le gros intestin, l’intestin grêle, le triple brûleur (sanjiao 三焦), la vessie, ces cinq [organes] sont générés par le qi 气 /(anc.) 氣 du ciel.
Leur qi ressemble au ciel donc, ils drainent et ne stockent pas. Ils reçoivent le qi trouble des cinq dépôts (zàng 藏). Ils sont appelés « palais (fǔ 府) des transmissions et transformations » (chuán huà zhī fǔ 传化之府). Ce sont des lieux où rien ne peut rester longtemps, mais où [des choses] peuvent être transportées et drainées. » (trad. de Unschuld et Tessenow du Suwen).
Le sanjiao est donc un viscère simple (entrailles fǔ 府 / 腑) de transport au même titre que l’estomac et la vessie.

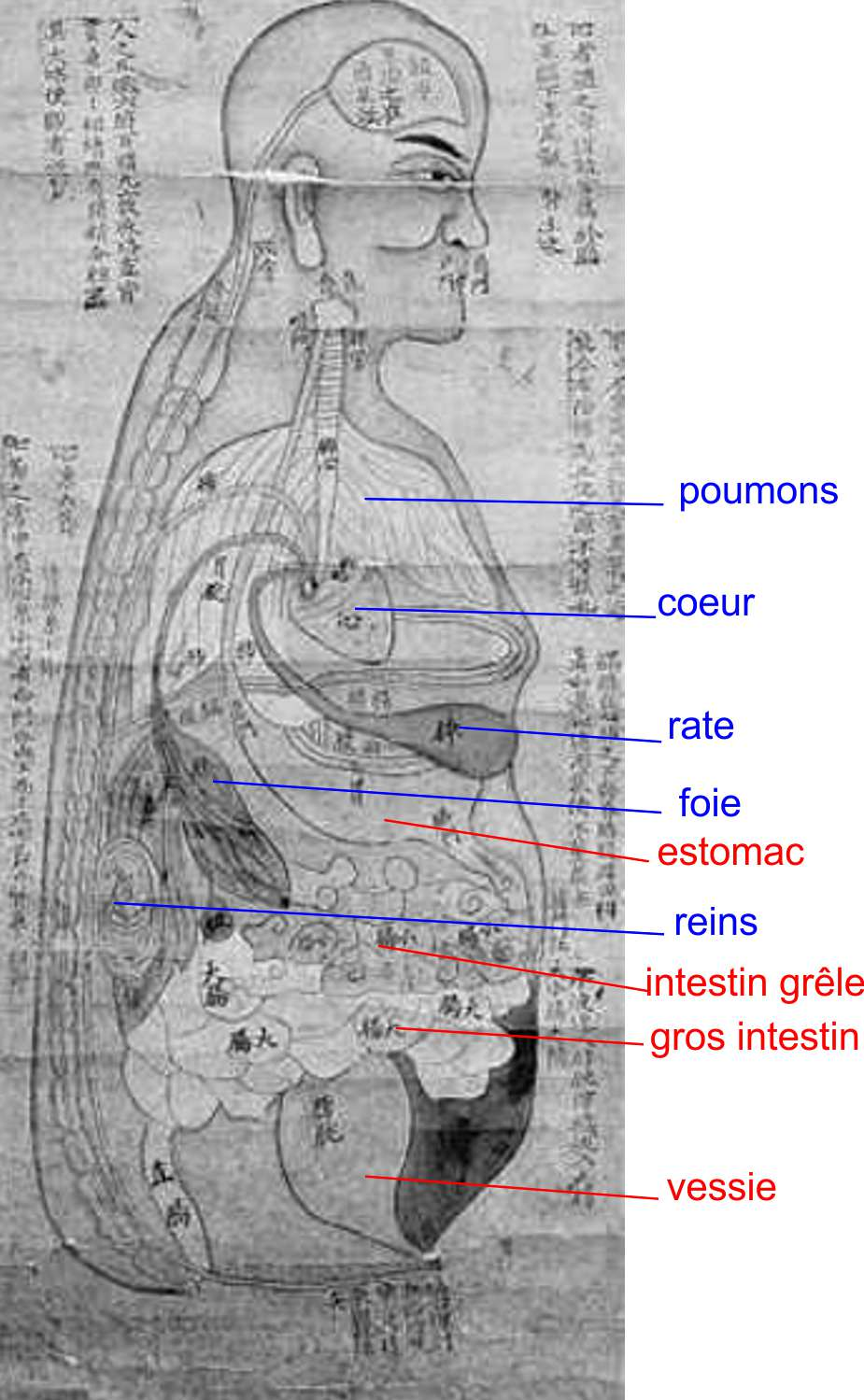
Anatomie époque de la dyn. Ming (1368-1644)
Organes zang en bleu, fu en rouge

Le chapitre 8 du Nei jing Suwen décrit le sanjiao et la vessie dans leur fonction de transporteur de l’eau et de réservoir de liquide
« Le sanjiao est l’agent officiel qui ouvre les canaux. Les canaux de transport d’eau viennent de lui »,
Dans son fonctionnement, la physiologie du corps est comparée à l’administration impériale de la Chine. Selon cette métaphore amplement développée, le triple brûleur est le haut fonctionnaire responsable de la gestion des écluses ; c’est lui qui décide d’ouvrir ou de fermer les écluses des canaux. Quant à la vessie, elle a pour fonction de stocker les liquides corporels.
Ainsi, le Neijing conçoit le triple brûleur comme un seul organe, ayant la fonction de transporter l’eau. C’est l’interprétation que retient le professeur Jiang Yongping (formé à l’Université de MTC du Shandong, puis enseignant dans une université américaine), de la lecture des textes fondateurs du Suwen et du Lingshu. Contrairement à ce qui a été exposé dans la première section, il ne serait pas composés de plusieurs organes comme le cœur et les poumons (du segment supérieur) et de l’estomac et la rate (du segment moyen) et du foie et des reins (du segment inférieur). La fonction des organes zang n’étant pas de transporter l’eau (alors que c'est la fonction définitoire du sanjiao), il s’ensuit que le triple brûleur ne peut être composé d’organes zang. Pour assurer sa fonction de transporteur d’eau, le sanjiao utilise trois brûleurs qui reçoivent, digèrent et transportent l’eau dans la vessie.
Le chapitre 18 du Neijing Lingshu donne des indications sur la formation du qi à partir des aliments
« L’homme reçoit le qi des grains. Les grains entrent dans l’estomac et de là [leur qi] est transmis au poumons. De là, tous les 5 dépôts à long terme (organes zàng 藏) et les 6 dépôts à court-terme (viscères fǔ 府) reçoivent le qi » 人受氣于穀，穀入于胃，以傳與肺，五藏六府.

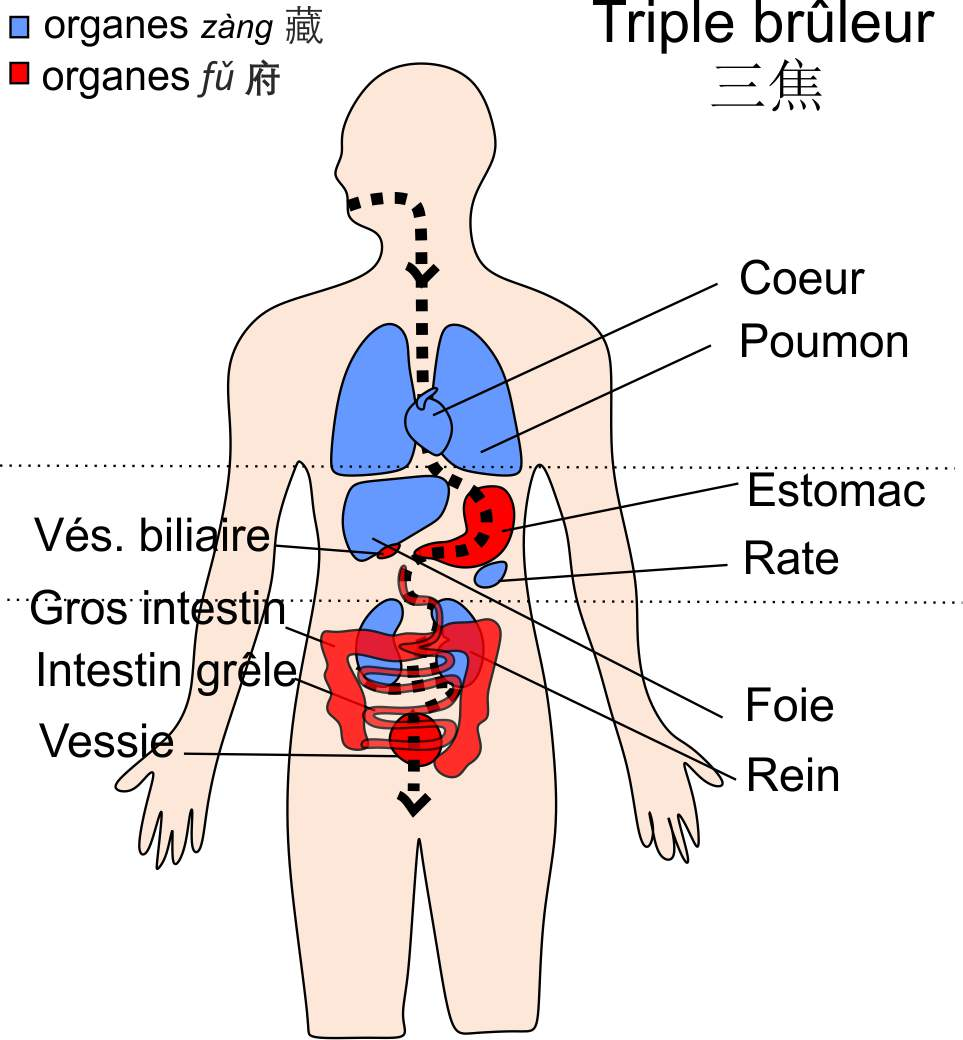
Les 3 sections du triple brûleur sont 1) cœur, les poumons 2) l'estomac, la rate 3) le foie, les reins. La voie de transport de l’eau est figurée par un trait en pontillé, passant par l’œsophage, l’estomac, l’intestin grêle et la vessie

À partir de l’estomac, le qi qui a été extrait des grains, rayonne dans les 5 organes zàng et les 6 viscères fǔ. Un peu plus loin, il est précisé que le qi monte dans la poitrine où il se diffuse. Pour aller dans les membres, il empreinte le conduit majeur yin de la main (shou taiyin jing 手太阴经) pour aller dans les bras, et le conduit yang brillant du pied, estomac (zu yangming wei jing 足阳明胃经) pour aller dans les jambes.
Enfin, les fonctions du triple brûleur sont évoquées par ces comparaisons
« La section supérieure est comme le brouillard, la section centrale est comme un humidificateur, la section inférieure est comme un fossé » 上焦如霧，中焦如漚，下焦如瀆，此之謂也。
Dans la section supérieure, les qi du grain et du vin de céréale se diffusent comme un brouillard. Dans la section centrale, l’estomac et la rate digèrent l’eau et les grains pour en extraire les qi, qui sont envoyés dans tout le corps pour le nourrir. Dans la section inférieure, les reins et la vessie sont mobilisés pour évacuer les liquides et déchets. Le qi et le sang circulent dans les conduits (jing 经) mais le qi peut aussi se diffuser comme un brouillard dans la section supérieur.
Le Nan jing 难经 /(anc.) 難經 « Le classique des questions difficiles » écrit probablement aux Ier – IIe siècles, traite 81 questions d’interprétation difficiles du Huangdi nei jing. En ce qui concerne le triple brûleur, il résume bien la situation par une formule célèbre « Le sanjiao a un nom mais pas de forme » 有名而無形.
L’entité physiologique qui transporte l’eau dans le corps est bien nommée sanjiao, « triple brûleur » et est bien localisée dans la poitrine, l’abdomen supérieur et inférieur, par contre on ne lui trouve pas un organe réel observable, de nature fu, assurant le transport de l’eau.
Par contre la section supérieure du sanjiao couvrant l’œsophage, comme l’indique le Huangdi Lingshu chap. 18, et l’œsophage assurant le transport de la nourriture et des boissons, semble être un bon candidat pour être l’entité anatomique désignée par shangjiao « brûleur supérieur ».
Pour la section médiane du sanjiao, le Lingshu chap.18 indique « [Les qi du] brûleur central émergent des ouvertures de l’estomac » 中焦亦並胃口. L’estomac répondant aux critères de transporteur de l’eau (et des aliments), de type viscère fu, est la seul candidat valable pour l’entité physiologique appelée zhongjiao 中焦.
Enfin la section inférieure, le Lingshu chap. 18 indique « Le brûleur inférieur décharge dans l’intestin grêle et se déverse dans la vessie où les liquides s’infiltrent » 下焦者，別回腸，注于膀胱，而滲入焉. Le chapitre 12 du Lingshu explique comment l’eau diffuse de l’intestin grêle à la vessie.
Ainsi, Jiang Yongping indique que la forme du triple brûleur couvre l’œsophage, l’estomac, l’intestin grêle et la vessie urinaire parce que des générations de praticiens de médecine chinoise ont été incapables de localiser le triple brûleur, ils ont supposé qu’il n’était pas un organe physique existant réellement ou qu’il était formé par d’autres organes (cf première section).
À moins que cette incohérence d’un texte médical vieux de deux millénaires ne puisse être élucidée par des recherches philologiques. La médecine chinoise ne devrait-elle pas plutôt une bonne fois pour toutes se préoccuper de sa validation empirique et laisser seuls les historiens des sciences étudier cette histoire ?

## Illustration
Pendant plus d'un millénaire, de la dynastie Han à la dynastie Song, les concepts de la médecine chinoise développés dans le Huangdi nei jing, comme conduits/méridiens (jing 经), correspondances systématiques des wuxing, organes zang et fu, n’ont pas été utilisés par les prescripteurs des matières médicales de la pharmacopée. La médecine du Huangdi neijing et les savoirs empiriques sur les remèdes naturels (de la pharmacopée des bencao 本草) se sont développés en parallèle, avec pratiquement aucune reconnaissance mutuelle. Le XIIe siècle, avec Kou Zongshi et Wang Haogu (1200-1264), marque un tournant, avec l'introduction d'une pharmacologie des correspondances systématiques dans la littérature des matières médicales.
À la fin du XVIe siècle, Li Shizhen cite Wang Haogu dans la notice sur l’Astragale de Mongolie, connue sous le nom chinois de huangqi 黄芪 (anc. graphie 黃耆) et fait intervenir la notion de triple brûleur
« Le huangqi sert à guérir la déplétion du qi et la transpiration voleuse, ainsi que la transpiration spontanée et les douleurs cutanées. C’est une substance pharmaceutique pour la peau et la section extérieure. Elle sert à guérir les crachements de sang, à adoucir la rate et l’estomac. C’est une substance pharmaceutique pour la région centrale. Elle sert à guérir les maux causés par le froid et de l’absence [de mouvement] dans le vaisseau au pied [section des poignets]. Il complète le qi originel dans le rein dépôt à long terme. C’est une substance pharmaceutique pour l’intérieur. C’est une substance pharmaceutique pour les maladies affectant les sections supérieure, centrale et inférieure, interne et externe du Triple brûleur ».